# شیرینی بوداپست
شیرینی بوداپست‌ (به سوئدی: Budapestbakelse)، یک شیرینی سوئدی از نوع استوبه است. مواد این شیرینی عمدتاً شامل شکر، سفیدهٔ تخم‌مرغ، فندق و خامه زده شده با مخلوط تکه‌های میوه (هلو، زردآلو، نارنگی کنسرو شده یا به ندرت موز تازه ورقه شده) است.